# Лікування шоком (фільм, 1964)
«Лікування шоком»(англ. Shock Treatment) — американська драма режисера Деніса Сендерса 1964 року.

## Сюжет
Актору Дейлу Нельсону надходить приваблива у фінансовому плані пропозиція — його просять прикинутися божевільним, потрапити в психіатричну лікарню і випитати в одного з пацієнтів, де той сховав вкрадений мільйон доларів.

## У ролях
- Стюарт Вітман — Дейл Нельсон / Артур
- Керол Лінлі — Синтія Лі Олбрайт
- Родді МакДауелл — Мартін Ешлі
- Лорен Беколл — доктор Едвіна Бейглі
- Олів Дірінг — місіс Меллон
- Оссі Девіс — Кепшоу
- Дональд Бука — психолог
- Полін Маєрс — доктор Волден
- Евадна Бейкер — інтерн
- Роберт Дж. Вілкі — технік Майк Ньютон
- Берт Фрід — Френк Джозефсон
- Джудіт Де Харт — Матрона
- Джадсон Лейр — Харлі Меннінг